# Roxatidine acetate
Roxatidine acetate là một thuốc đối kháng thụ thể histamine H 2 đặc hiệu và cạnh tranh được sử dụng để điều trị loét dạ dày, hội chứng Zollinger-Ellison, viêm thực quản ăn mòn, bệnh trào ngược dạ dày thực quản và viêm dạ dày.
Nghiên cứu dược lực học cho thấy 150   mg roxatidine acetate là tối ưu trong việc ức chế bài tiết axit dạ dày và chỉ cần một liều trước khi đi ngủ là 150 mg có hiệu quả hơn liều 75   mg hai lần mỗi ngày trong điều kiện ức chế bài tiết axit nocturnal.
Nó được cấp bằng sáng chế vào năm 1979 và được chấp thuận cho sử dụng y tế vào năm 1986. Nó có sẵn ở các quốc gia bao gồm Trung Quốc, Nhật Bản, Hàn Quốc, Đức, Ý, Hà Lan, Hy Lạp và Nam Phi.